# Anapagrides reesei
Anapagrides reesei är en kräftdjursart som först beskrevs av McLaughlin 1986.  Anapagrides reesei ingår i släktet Anapagrides och familjen eremitkräftor. Inga underarter finns listade i Catalogue of Life.